# Łowienie wzbronione
Łowienie wzbronione (ros. Парасолька на рыбалке) – radziecki krótkometrażowy film animowany z 1973 roku w reżyserii Jefriema Prużanskiego.

## Fabuła
Przygody wędkarza, który solidnie przygotował się do łowienia. W momencie, gdy spławik drgnął, rozpoczęły się kłopoty z wydobyciem zdobyczy. Wielka ryba okazała się jednak najmniej oczekiwaną niespodzianką.